# فيليبي مورايس
فيليبي مورايس (بالبرتغالية: Filipe Morais‏) (21 نوفمبر 1985 في البرتغال - ) هو لاعب كرة قدم برتغالي في مركز الوسط. شارك مع منتخب البرتغال تحت 21 سنة لكرة القدم. أما مع النوادي، فقد لعب مع أولدهام أثلتيك وبرادفورد سيتي وتشيلسي وسانت جونستون وستيفيناغ بوروه وميلتون كينز دونز ونادي إنفرنيس ونادي ميلوول ونادي هيبرنيان.

## وصلات خارجية
- فيليبي مورايس على موقع قاعدة بيانات كرة القدم.إي يو (الإنجليزية)
- فيليبي مورايس على موقع Soccerbase.com (لاعب) (الإنجليزية)